# Gilberto Barros
Gilberto Barros Filho (Piracicaba, 3 de dezembro de 1958), também conhecido como Leão, é um apresentador, jornalista, radialista e cantor brasileiro. Apresentou os programas Disque Record, Cidade Alerta, Leão Livre, Quarta Total e Domingo Show na RecordTV, e Boa Noite Brasil e Sabadaço, além do game show A Grande Chance na TV Bandeirantes. Na RedeTV!, apresentou o Sábado Total. 

## Carreira
Gilberto começou a sua carreira na Rádio Difusora de Lucélia, interior de São Paulo. Passou por Lins, onde cursou a Faculdade de Engenharia, enquanto trabalhava paralelamente na Lins Rádio Clube.
Mais tarde, tornou-se apresentador da TV Globo São Paulo, trabalhando ao mesmo tempo em emissoras de rádio de Bauru (Bauru Rádio Clube - da Rede Bandeirantes e a Terra Branca - 710).
Em 1987, mudou-se para São Paulo, onde foi contratado pela Rádio Globo São Paulo, permanecendo até meados da anos 1990 no comando do SPTV.
Estreou na Rede Record em 1998, apresentando o Disque Record, programa jornalístico que lidava com os problemas diários da população de São Paulo e região. Depois foi convidado a apresentar o programa Cidade Alerta, e o fez durante alguns meses, até assumir o comando do programa Leão Livre, substituindo o apresentador Ratinho. Depois foram lançados os programas Quarta Total e o game show Domingo Show.
Em julho de 2002, deixou a Rede Record e foi contratado pela Rede Bandeirantes, onde estreou comandando o Sabadaço e posteriormente o programa Boa Noite Brasil, chegando a ser o apresentador com maior tempo de exposição semanal na televisão brasileira. Em 2007, apresentou ainda na Bandeirantes o game show A Grande Chance. Em 2008, chegou a negociar sua ida para a RedeTV! mas as negociações não foram adiante. Em 2009, deixou a Bandeirantes.
Em 2012, assinou contrato com a RedeTV!, onde apresentou o programa Sábado Total. Em 2015, deixou a RedeTV!, devido ao fim do contrato do apresentador com a emissora.
Desde então, passou a dedicar seu trabalho na internet, com o vlog TV Leão em seu canal do YouTube.
Em 2017, participou da novela Pega Pega

## Condenação por homofobia
Em 2023 a 13ª Câmara de Direito Criminal do Tribunal de Justiça de São Paulo confirmou a condenação efetuada em primeira instância contra Gilberto Barros pelo crime de homofobia. O apresentador foi processado após declarações proferidas no programa Amigos do Leão, onde ele sugeriu agredir homens gays que viessem a se beijar na frente dele. Em sua defesa, Barros sustentou que não houve intenção de atacar o grupo. A tese, contudo, não foi aceita pela justiça.
Segundo a juíza Roberta Hallage Gondim Teixeira, Barros "praticou e induziu a discriminação e preconceito de raça, sob o aspecto da homofobia". O apresentador foi condenado em 2 anos de reclusão em regime aberto e pagamento de 10 dias-multa e prestação de serviços à comunidade.

## Filmografia

### Televisão
| Ano     | Título            | Cargo                 | Notas                    | Emissora          |
| ------- | ----------------- | --------------------- | ------------------------ | ----------------- |
| 1983–87 | SPTV              | Repórter              |                          | Rede Globo        |
| 1984-86 | Globo Rural       | Apresentador          |                          | Rede Globo        |
| 1998    | Disque Record     | Apresentador          |                          | Rede Record       |
| 1998    | Cidade Alerta     | Apresentador          |                          | Rede Record       |
| 1998–99 | Leão Livre        | Apresentador          |                          | Rede Record       |
| 1999–02 | Quarta Total      | Apresentador          |                          | Rede Record       |
| 2000–02 | Domingo Show      | Apresentador          |                          | Rede Record       |
| 2002–07 | Sabadaço          | Apresentador          |                          | Rede Bandeirantes |
| 2003–07 | Boa Noite Brasil  | Apresentador          |                          | Rede Bandeirantes |
| 2007–08 | A Grande Chance   | Apresentador          |                          | Rede Bandeirantes |
| 2012–15 | Sábado Total      | Apresentador          |                          | RedeTV!           |
| 2017    | Pega Pega         | Ele mesmo             | Episódio: "16 de agosto" | Rede Globo        |
| 2024    | Maníaco do Parque | Apresentador Policial |                          | Prime Video       |
| 2024    | Volta Priscila    | Entrevistado          | [ 14 ]                   | Disney+           |

### Internet
| Ano     | Título  | Cargo        |
| ------- | ------- | ------------ |
| 2015–22 | TV Leão | Apresentador |

## Rádio
| Ano     | Título        | Cargo        |
| ------- | ------------- | ------------ |
| 1987–97 | Redação Globo | Apresentador |

## Discografia
- Me Faz Um Carinho (1988)[15]
- Vem Pro Chamego (1990)
- Gilberto Barros (1991)
- Feito de Amor (1992)
- Anjo da Manhã (1994)
- Fera (1998)
- Chicauaca Chicabum (2001)
- Gilberto Barros (2006)